# 펠라고
펠라고(이탈리아어: Pelago)는 이탈리아 토스카나주 피렌체 광역시에 있는 코무네다. 피렌체에서 동쪽 20km 거리에 있다.
로렌초 기베르티가 1378년에 이곳에서 태어났다.
몬테미냐이오, 폰타시에베, 프라토베키오, 레젤로, 리냐노술라르노, 루피나 등과 경계를 맞대고 있다.